# Chaoilta philippinensis
Chaoilta philippinensis är en stekelart som beskrevs av Per Abraham Roman 1913. Chaoilta philippinensis ingår i släktet Chaoilta och familjen bracksteklar. Inga underarter finns listade i Catalogue of Life.